# GIOVE-A
GIOVE-A (skrót od Galileo In-Orbit Validation Element) nazywany wcześniej GSTB-V2/A (skrót od Galileo System Test Bed Version 2) – pierwszy z serii satelitów wchodzących w skład europejskiego systemu nawigacji satelitarnej Galileo, tworzonego przez Europejską Agencję Kosmiczną (ESA) i Unię Europejską (UE).
Opracowany przez Surrey Satellite Technology Ltd z siedzibą w Wielkiej Brytanii.
GIOVE-A został wystrzelony przy pomocy rosyjskiej rakiety Sojuz-FG z kosmodromu Bajkonur w Kazachstanie 28 grudnia 2005 roku. Jego orbita znajdowała się na wysokości 23 258 km. Pierwsze dane nawigacyjne zostały wysłane przez satelitę 12 stycznia 2006 roku.
30 czerwca 2012 zakończyła się przedłużona misja satelity i instrumenty systemu Galileo zostały wyłączone, zaś sam statek został przesunięty na orbitę o 100 km wyższą. GIOVE-A jest nadal włączony i bada promieniowanie na średniej orbicie okołoziemskiej (MEO). 
Głównymi celami misji było:
- Przetestowanie nowych technologii, w tym rubidowego zegara atomowego, oraz zademonstrowanie precyzji synchronizacji czasu, a co za tym idzie pomiarów dokonywanych przez system nawigacyjny.
- Zapewnienie, że sygnały na częstotliwościach przypisanych do projektu Galileo przez Międzynarodowy Związek Telekomunikacyjny zostaną odebrane na Ziemi w terminie (czerwiec 2006 r.).
- Określenie promieniowania na średniej orbicie okołoziemskiej, na której satelita operował.